# Istituto Nazionale di Studi Etruschi ed Italici
L'Istituto Nazionale di Studi Etruschi ed Italici è una istituzione culturale che ha sede a Firenze. È stato fondato nel 1925 con l'obiettivo di promuovere e valorizzare in Italia e nel mondo gli studi sulla civiltà etrusca e sugli altri popoli dell’Italia antica.

## Storia

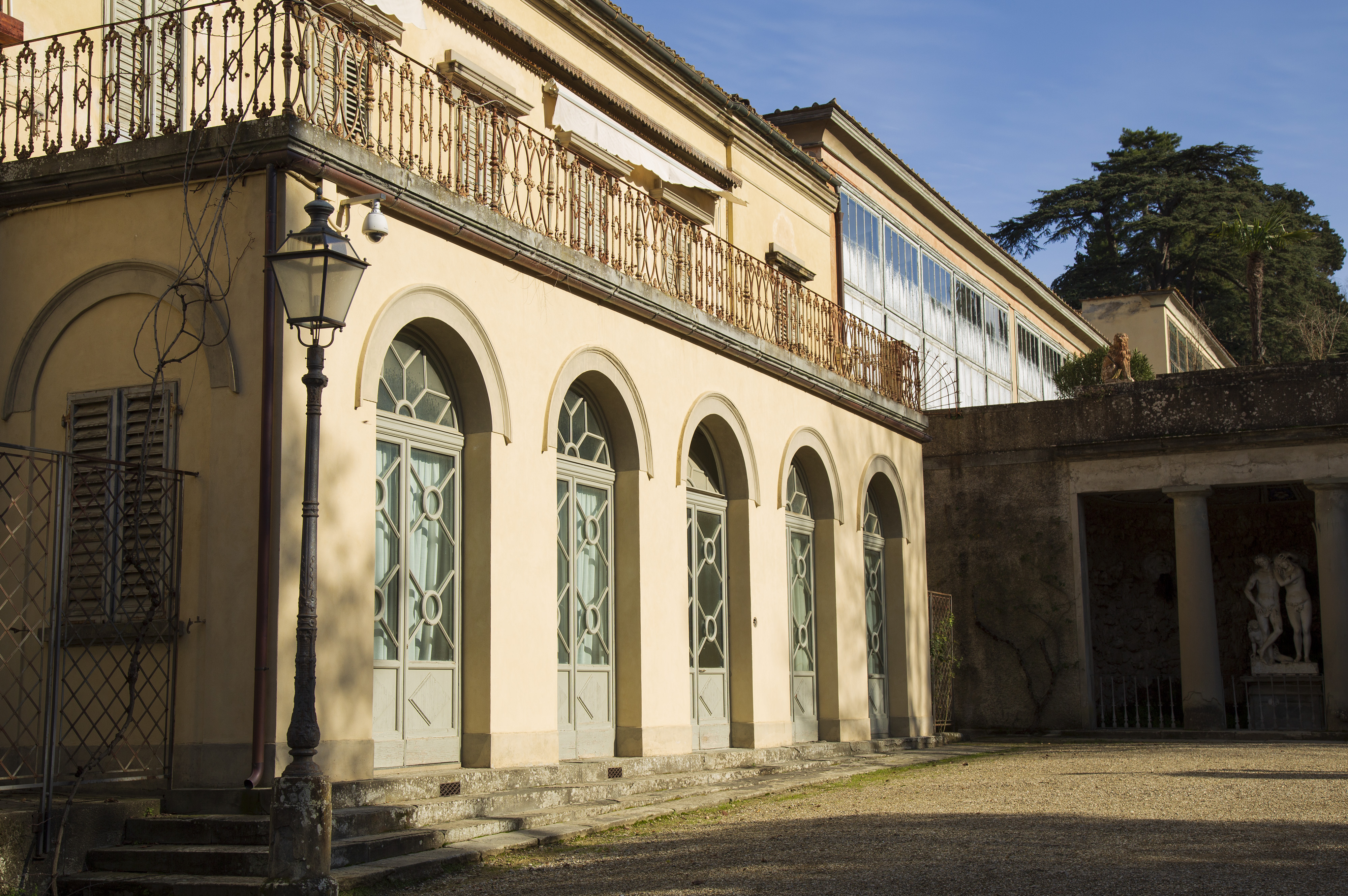
Sede dell'Istituto Nazionale di Studi Etruschi ed Italici all'interno del Giardino di Boboli, Firenze, Toscana

Fondato nel 1925 con il nome di "Comitato Permanente per l’Etruria" per volontà dell'archeologo Antonio Minto, rinominato successivamente in "Istituto Internazionale di Studi Etruschi" nel 1932, in "Istituto di Studi Etruschi ed Italici" nel 1951, e infine in "Istituto Nazionale di Studi Etruschi ed Italici" nel 1989. Come recita il suo statuto del 1989, l'Istituto Nazionale di Studi Etruschi e Italici «ha lo scopo di promuovere, intensificare e coordinare le ricerche e gli studi sulla civiltà degli Etruschi e subordinatamente degli altri popoli dell'Italia antica».
Nel 1927 sono 176 i soci italiani e 87 i corrispondenti stranieri, per un totale di 263 soci. Tra gli studiosi italiani, si ricordano Salvatore Aurigemma, Ranuccio Bianchi Bandinelli, Giulio Buonamici, Gaetano De Sanctis, Giacomo Devoto, Pericle Ducati, Giulio Giglioli, Doro Levi, Amedeo Maiuri, Augusto Negrioli, Bartolomeo Nogara, Paolo Orsi, Ettore Pais, Roberto Paribeni, Arturo Solari ed Alfredo Trombetti. Fra i corrispondenti stranieri, si ricordano John Beazley, Axel Boethius, Jérôme Carcopino, Robert Seymour Conway, Søren Peter Cortsen, Ludwig Curtius, Olof August Danielsson, Eva Fiesel, Albert Grenier, Paul Kretschmer, Ernst Langlotz, Salomon Reinach, Michael Rostovtzeff, Ernst Sittig e Joshua Whatmough. Il numero di soci era comunque destinato a crescere. Furono 360 al I Congresso Internazionale Etrusco che si svolse nel 1928.
Negli anni seguenti tra gli studiosi italiani si segnala l'ingresso tra i soci di Paolo Enrico Arias, Guglielmo Maetzke, Nino Lamboglia, Giovanni Lilliu, Massimo Pallottino, Giovan Battista Pellegrini, Guido Achille Mansuelli, Aldobrandino Mochi, Aldo Neppi Modona, Luigi Pareti e Luigi Pernier. Tra gli ingressi stranieri, si annoverano Åke Åkerström, Raymond Bloch, Franz De Ruyt, Einar Gjerstad, Jacques Heurgon, Karl Olzscha, Gisela Richter, Poul Jørgen Riis.
Antonio Minto ne è stato il presidente, ininterrottamente, dal 1927 al 1953, incarico che passò dal 1954 a Giacomo Devoto e, in seguito, a Giovanni Pugliese Carratelli e Luisa Banti. Massimo Pallottino fu presidente dal 1972 al 1995; nel 1996 l'incarico passò a Guglielmo Maetzke. Il presidente dell'istituto fino al 2016 è stato Giovannangelo Camporeale, mentre l'attuale presidente è Giuseppe Sassatelli.
Tra i membri, in anni più recenti, sono da ricordare Luciano Agostiniani, Luciana Aigner-Foresti, Carmine Ampolo, Giovanna Bagnasco Gianni, Gilda Bartoloni, Vincenzo Bellelli, Valentina Belfiore, Enrico Benelli, Martin Bentz, Larissa Bonfante, L. Bouke van der Meer, Gérard Capdeville, Giacomo Caputo, Maria Bonghi Jovino, Dominique Briquel, Filippo Coarelli, Giovanni Colonna, Bruno d'Agostino, Heinz–Werner Dämmer, Raffaele de Marinis, Carlo De Simone, Otto-Herman Frey, William V. Harris, Sybille Haynes, R. Ross Holloway, Michel Gras, Marie-Laurence Haack, Friedrich-Wilhelm von Hase, Alain Hus, Venceslas Kruta, Adriano La Regina, Clelia Laviosa, Adriano Maggiani, Franco Marzatico, Antonio Minto, Alessandro Naso, Marjatta Nielsen, Carl Nylander, Silvia Paltineri, Friedhelm Prayon, Paolo Poccetti, Aldo Luigi Prosdocimi, Giuseppe Sassatelli, Erika Simon, Christopher John Smith, Marta Sordi, Stephan Steingraber, Judith Swaddling, Nancy Thomson de Grummond, Jean Paul Thuillier, Mario Torelli, Jean MacIntosh Turfa, Jürgen Untermann, Daniele Vitali, P. Gregory Warden, Cornelia Weber Lehmann, Nancy A. Winter, Fausto Zevi, Andrea Zifferero..

### Pubblicazioni
Dal 1927 tra i compiti dell'istituto vi è quello della pubblicazione della rivista annuale “Studi Etruschi”, pubblicata inizialmente presso l'editore Leo S. Olschki di Firenze e, successivamente, presso l'editore Giorgio Bretschneider di Roma.
L’Istituto, inoltre, cura le seguenti collane:
- Monumenti Etruschi. Volumi 1 – 13.
- Biblioteca di "Studi Etruschi". Volumi 1 – 59.
- Capua preromana. Volumi I – X.

### Sezioni
L'istituto conta anche su cinque ulteriori sezioni:
- Sezione Etruria padana e Italia settentrionale, con sede a Bologna[4].
- Sezione austriaca, con sede a Vienna.
- Sezione francese.
- Sezione tedesca.
- Sezione USA.

### Presidenti
- Antonio Minto (1927-1953)
- Giacomo Devoto (1954-1959)
- Giovanni Pugliese Carratelli (1964)
- Luisa Banti (1964-1971)
- Massimo Pallottino (1972-1995)
- Guglielmo Maetzke (1995-1996)
- Giovannangelo Camporeale (1997-2016)
- Giuseppe Sassatelli (2017-in corso)